# 莫塔
莫塔（Mota）是埃塞俄比亞西南部阿姆哈拉州西戈賈姆地區的小鎮，座標11°5′N 37°52′E / 11.083°N 37.867°E，海拔2,487米。根據埃塞俄比亞中央統計局2005年人口普查的資料，莫塔總人口約31,483人，其中男性15,619人，女性15,864人。